# Ivano Staccioli
Ivano Staccioli (né à Sienne le 3 janvier 1927 et mort à Rome le 15 juillet 1995) est un acteur italien. Il est parfois crédité sous le nom de John Heston.

## Biographie
Ivano Staccioli, né à Sienne le 3 janvier 1927, a fait plus de 70 apparitions au cinéma entre 1960 et 1991. Dans les années 1960, il est surtout connu pour ses rôles dans les aventures historiques, (peplums) et  films d'action. Il a souvent été crédité comme John Heston pour les films italiens destinés au public américain, en particulier les westerns spaghetti.
Il est mort à Rome le 15 juillet 1995.

## Filmographie partielle
- 1960 : Salammbô de Sergio Grieco
- 1960 : Il rossetto (Lipstick) de Damiano Damiani
- 1960 : La Vallée des pharaons (Il sepolcro dei re) de Fernando Cerchio
- 1961 : La Bataille de Corinthe (Il Conquistatore di Corinto) de Mario Costa
- 1966 : Kriminal d'Umberto Lenzi
- 1966 : 3 Winchester pour Ringo (3 colpi di Winchester per Ringo) d'Emimmo Salvi
- 1967 : Flashman contre les hommes invisibles (Flashman) de Mino Loy
- 1968 : L'Enfer de la guerre (Commandos) d'Armando Crispino
- 1968 : I nipoti di Zorro de Marcello Ciorciolini
- 1969 : Une corde, un colt... de Robert Hossein
- 1969 : Sept hommes pour Tobrouk (La battaglia del deserto) de Mino Loy
- 1970 : La Route de Salina (Road to Salina) de Georges Lautner
- 1970 : Bonnes funérailles, amis, Sartana paiera (Buon funerale, amigos!... paga Sartana) de Giuliano Carnimeo
- 1971 : Quand les colts fument... on l'appelle Cimetière (Gli fumavano le Colt... lo chiamavano Camposanto) de Giuliano Carnimeo
- 1972 : La mort caresse à minuit (La morte accarezza a mezzanotte) de Luciano Ercoli
- 1972 : Poker d'as pour un gringo (Hai sbagliato... dovevi uccidermi subito!), de Mario Bianchi : Clinton
- 1973 : Hold-Up du siècle à Milan (Studio legale per una rapina) de Tanio Boccia : Felix
- 1974 : Ciak si muore de Mario Moroni
- 1977 : Hôtel du plaisir pour SS (Casa privata per le SS) de Bruno Mattei